# Dmytro Horbatschow

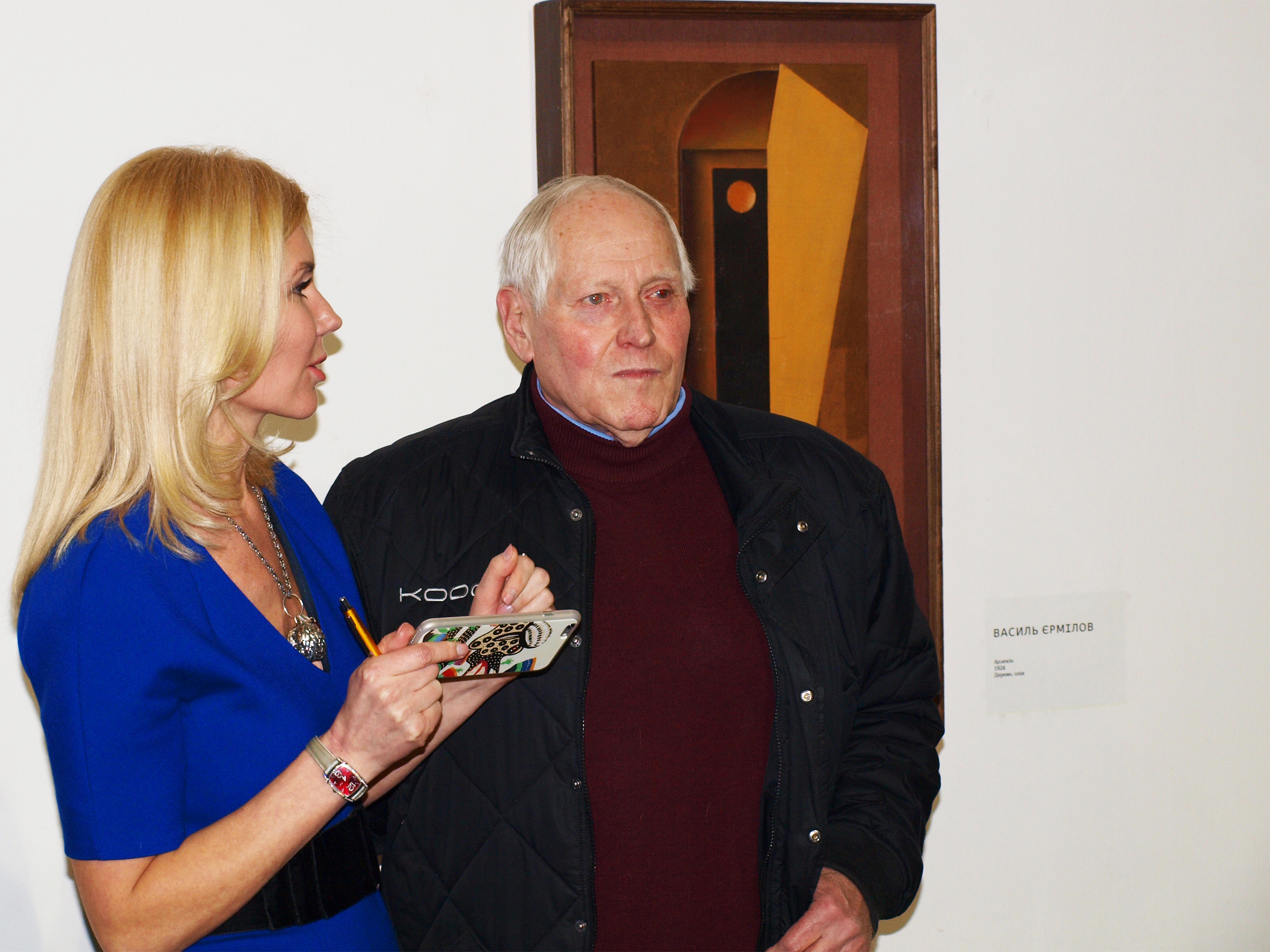
Dmytro Horbatschow

Dmytro Omeljanowytsch Horbatschow (ukrainisch Дмитро Омелянович Горбачов; * 13. Oktober 1937 in Alapajewsk) ist ein ukrainischer Kunstkritiker und Kunsthistoriker.

## Leben
Dmytro Horbatschow ist als Kind mit seiner Familie nach Kiew umgezogen. Nach seinem Abschluss an der Fakultät für Geschichte und Philosophie der Kiewer Universität im Jahr 1959 arbeitete er am Nationalen Kunstmuseum der Ukraine und widmete sich wissenschaftlichen Arbeiten. Von 1973 bis 2011 lehrte er an der Kiewer Nationalen Universität für Theater, Kino und Fernsehen, benannt nach I. K. Karpenko-Kary. Seit 2001 ist er Mitglied des Redaktionskomitees der Enzyklopädie der modernen Ukraine.

## Werke (Auswahl)
Dmytro Horbatschow ist Autor zahlreicher Kunstbücher, Dokumentarfilme und Vortragsreihen sowie Organisator von Ausstellungen ukrainischer Avantgarde-Künstler in der Ukraine und im Ausland.
Bücher:
- 1996 – Ukrainian avant-garde art 1910-1930-s.[1]
- 2003 – Alexandra Exter, monograph [1882-1949][2]
- 2006 – Malewytsch ta Ukrajina[3]
- 2007 – Awangard Johansena[4]
- 2012 – Masterpieces of Ukrainian painting[5]
- 2016 – Österreichische und ukrainische Literatur und Kunst[6]
- 2016 – Avantgarde: Ukrainian artists of the first third of the 20th c.[7]
- 2017 – Slutchaij[8]
- 2020 – Lyzari holodnoho Renessansu[9]
- 2021 – Ukraïnsʹkyj chudožnij avanhard: manifesty, publicystyka, besidy, spohady, lysty[10]
- 2022 – Mysteztwo switu. Wnessok Ukrajiny[11]

Filme (auf Ukrainisch):
- 1994 – Kasimir der Große oder der bäuerliche Malewitsch[12]
- 2005 – Oleksandra Exter[13]
- 2006 – Der ukrainische kubistische Futurismus und Oleksandr Bohomazov[14]

Ausstellungen (Mitwirkung)
- Die Avantgarde und die Ukraine, 1910–1936, Villa Stuck, München (6. Mai 1993 – 11. Juli 1993)
- The Phenomenon of the Ukrainian Avant-Garde 1910–1935, Winnipeg Art Gallery, Winnipeg (2002)
- Crossroads: Modernism in Ukraine 1910–1930 Wanderausstellung aus der Ukraine, Chicago New York Kyiw (2006–2007)

Vortragsreihen (auf Ukrainisch):
- Kubofuturismus als Vorahnung (über Exter)
- Bogomazov – einer der größten Futuristen in Europa
- Was ich mit meinen eigenen Augen gesehen habe. Memoiren